# Laimosemion lyricauda
El rivulín cola de lira (Laimosemion lyricauda) es un pez ciprinodontiforme de agua dulce la familia de los rivulines del Nuevo Mundo.

## Morfología
De cuerpo alargado, el macho puede alcanzar los 5,5 cm de longitud máxima. Se distingue de otras especies de la familia por el alargamiento, en los machos, de los radios tanto en la aleta dorsal como en la caudal, que le hacen tomar aspecto de lira (de ahí su nombre).

## Distribución geográfica
Se encuentra en ríos de América del Sur, en la cuenca fluvial del río Amazonas, en Venezuela.

## Hábitat
Vive en pequeños cursos de agua, entre 20 y 24 °C de temperatura, con un rango de pH de entre 6 y 7,2. Tiene un comportamiento bentopelágico y no migrador.
No es un pez estacional. Además, es difícil de mantener en acuario.